# Trichoderma arachnoideum
Trichoderma arachnoideum är en svampart som beskrevs av Kuritzina & Sizova 1967. Trichoderma arachnoideum ingår i släktet Trichoderma och familjen Hypocreaceae.   Inga underarter finns listade i Catalogue of Life.